# ریکو موراک
ریکو موراک (انگلیسی: Rico Morack؛ زادهٔ ۱۸ فوریهٔ ۱۹۸۸) بازیکن فوتبال اهل آلمان است.
از باشگاه‌هایی که در آن بازی کرده‌است می‌توان به باشگاه فوتبال هرتابرلین و باشگاه فوتبال ویکتوریا ۱۸۸۹ اشاره کرد.